# Анси сир Мозел
Анси сир Мозел (фр. Ancy-sur-Moselle) насеље је и општина у североисточној Француској у региону Лорена, у департману Мозел која припада префектури Мец Кампањ.
По подацима из 2011. године у општини је живело 1.407 становника, а густина насељености је износила 154,28 становника/km². Општина се простире на површини од 9,12 km². Налази се на средњој надморској висини од 175 метара (максималној 364 m, а минималној 167 m).

## Демографија
| 1962. | 1968. | 1975. | 1982. | 1990. | 1999. | 2011. |
| ----- | ----- | ----- | ----- | ----- | ----- | ----- |
| 1.164 | 1.216 | 1.283 | 1.288 | 1.339 | 1.475 | 1.407 |

График промене броја становника у току последњих година